# Élie de Nisibe
Élie de Nisibe (en syriaque Elia ou  Elias Bar Šināyā, en arabe Illiyā ibn Šīnā ou Illiyā al-Nasībī) est un évêque, théologien, chroniqueur et historien de l'Église de l'Orient (dite Église nestorienne), né le 11 février 975, soit à Nisibe, soit à Shenna au confluent du Petit Zab et du Tigre, mort le vendredi 18 juillet 1046 à Nisibe. Il a écrit à la fois en syriaque et en arabe.

## Biographie
D'après les informations qu'il donne lui-même, il fut dans son adolescence moine au monastère Saint-Siméon près de Shenna, puis fut ordonné prêtre le 15 septembre 994 par l'évêque Nathanaël, plus tard catholicos Mar Yoḥannan V (Jean V). De 996 à 1000, il résida au monastère Saint-Michel près de Mossoul. Le 15 février 1002, il fut nommé évêque de Beth Nuhadré (dans la région de Dahuk au nord de Mossoul). Six ans plus tard, le 26 décembre 1008, il devint métropolite de Nisibe, fonction qu'il occupa jusqu'à sa mort, pendant près de trente-huit ans. Ce long épiscopat fut perturbé dans les années 1020 par le combat qu'il mena contre l'élection au siège de catholicos d'Ichoyahb Bar Ézéchiel, qu'il accusait de simonie.
Son frère, nommé Abu Saïd Mansur b. Isa, fut un médecin renommé, mentionné par des chroniqueurs arabes. Il guérit la fille de Nasr al-Dawla Ahmad, émir de Maïpherkat, de la dynastie des Marwanides de Haute-Mésopotamie, qui lui permit de fonder un hôpital dans sa capitale. Cet Abu Saïd composa plusieurs traités médicaux et un livre d'interprétation des songes. À sa mort, Élie fut enterré auprès de son frère à Maïpherkat.

## Œuvre
Élie de Nisibe est l'un des plus anciens théologiens chrétiens dont on connaisse les discussions argumentées avec un représentant de l'islam : ses sept Entretiens sont une élaboration littéraire des échanges qu'il eut avec le lettré et homme d'État musulman Abu'l-Qasim al-Husain ibn 'Ali al-Magribi pendant les années 1026 et 1027 à Nisibe ; on peut les compléter par une correspondance entre les deux partenaires datant de l'année 1026. Élie se révèle dans ces textes un profond connaisseur de l'islam, et voit comme principal point de désaccord entre les deux religions le statut de prophète de Mahomet.
Les traités de théologie d'Élie abordent aussi en priorité les différends doctrinaux entre le christianisme et l'islam : Sur l'unicité du Créateur et la trinité de ses personnes ; Sur la création du monde, l'unicité du Créateur et ses trois personnes ; Sur la béatitude dans l'Au-delà (où il critique la conception islamique du paradis). Dans les Réponses à cinq questions d'Ibn Butlan, il défend l'authenticité des évangiles, mise en cause par les musulmans.
Élie a également polémiqué contre les autres confessions chrétiennes présentes au Proche-Orient à l'époque, l'Église jacobite et l'Église melkite, par exemple dans le Livre de la preuve de la vérité de la foi, où il les accuse d'erreurs et d'abus. Dans le domaine de l'éthique, on peut citer Le livre de la dissipation de l'inquiétude, les Maximes utiles à l'âme et au corps, et le traité Sur la continence, ce dernier, dédié à son frère, étant une réponse à l'auteur musulman Al-Jahiz (IXe siècle) qui, dans son Kitāb al-hayawān, avait affirmé que la chasteté était impossible. Il est aussi l'auteur d'un Glossaire  arabe-syriaque, d'une Grammaire syriaque (utilisée dans les écoles nestoriennes), et de quatre livres sur le droit canonique de son Église (dont il reste le quatrième, sur le droit de succession, dans une traduction arabe de l'original en syriaque). On peut ajouter à cela des hymnes religieux, des homélies versifiées dans la tradition des Églises syriennes (memré d-mushḥatha) et des lettres.

## LaChronographie
Mais ce qui surtout l'a fait connaître est sa Chronographie. Elle a subsisté par un manuscrit unique, acheté le 27 décembre 1820, dans la bourgade de Tell-Kaïf près de Mossoul, par l'orientaliste anglais Claudius James Rich. Ce manuscrit est actuellement conservé à la British Library (coll. Rich. Add. 7197) ; c'est un codex en parchemin de 106 feuillets, délabré et incomplet ; il semble qu'une partie de ce manuscrit soit autographe ou de la main d'un secrétaire d'Élie. La rédaction est en deux langues : syriaque et arabe.
La Chronographie se divise en deux parties, dont la première comprend deux sections : l'une présente des tables chronologiques (chronologie des personnages bibliques, listes des papes et des patriarches d'Alexandrie jusqu'au concile de Chalcédoine, listes des rois d'Égypte, de Babylone, d'Assyrie, des Mèdes, de Sicyone, d'Argos, d'Athènes, de Rome, de Macédoine, des empereurs romains, des rois sassanides, enfin les listes des catholicos et métropolites de l'Église d'Orient) ; la seconde section est une chronique des événements mémorables, année par année, de l'an 25 apr. J.-C. à l'an 1018 (il y a des lacunes : le début et les années 785-878 et 972-994.) La deuxième partie traite des différents computs en usage au Proche-Orient, présente des tables de concordance entre les ères, et des développements sur les fêtes religieuses juives et chrétiennes.
Élie a puisé ses informations chez des historiographes et chronologistes grecs (traduits depuis longtemps), syriens et arabes. Il mentionne ses sources à chaque paragraphe de la chronique jusqu'à la lacune de 972 ; la partie qui couvre les années 994-1018 correspond donc à sa propre époque. Parmi les sources principales qu'il mentionne, s'agissant des événements, figurent Eusèbe de Césarée, Socrate de Constantinople, Jean d'Éphèse, Jacques d'Édesse, le patriarche jacobite Denys de Tell-Mahré, Tabari ; pour la période 932-972, il utilise comme source presque exclusive l'historien Thabit ibn Sinan.
La chronologie est donnée selon l'ère séleucide, traditionnelle chez les auteurs de langue syriaque, mais aussi selon les Olympiades, et, à partir du début de l'islam, selon l'ère de l'Hégire. Les événements politiques et religieux ne sont pas seuls mentionnés, mais aussi, comme souvent chez les chroniqueurs médiévaux, les catastrophes naturelles, les intempéries, les éclipses, les comètes, etc.

## Éditions des textes
- Eliae Metropolitae Nisibeni Opus chronologicum, éd. Ernest Walter Brooks et Jean-Baptiste Chabot (texte syriaque et traduction latine), CSCO Scriptores Syri, Sér. III, 7/8 (= 62), Paris 1909-10, réimpr. 1954.
- La Chronographie d'Élie Bar Šinaya, métropolitain de Nisibe, traduction française de Louis Joseph Delaporte, Bibliothèque de l'École des Hautes Études, Sciences historiques et philologiques, Paris, 1910.
- Kitāb al-maǧālis li-mār ’Iliyyā, muṭrān Niṣībīn, wa-risālatuh ilā ’l-wazīr al-kāmil Abī ’l-Qāsim al-Ḥusayn ibn ‘Alī ’l-Maġribī, éd. N. N. Seleznyov, Grifon, Moscou, 2017. (https://publications.hse.ru/pubs/share/direct/216256070.pdf)
- Kitāb al-Mağālis (Livre des Entretiens), éd. Louis Cheikho, al-Mašriq 20/1922, p. 33-44, 112-122, 267-272, 366-377, 425-434.
- Praetermissorum Libri Duo, éd Paul de Lagarde, Göttingen 1879 (édition du Kitāb al-Tarǧumān https://www.deutsche-digitale-bibliothek.de/item/NCYFXCBEECTNAABT77KUV2FUC7EZVGP3)
- Thesaurus Arabico-Syro-Latinus, éd. Thomas Obicinus, Rome, 1636 (édition du Kitāb al-Tarǧumān https://www.digitale-sammlungen.de/en/details/bsb10921993)
- Targmana "Translator", éd. Benjamin Ḥaddād, Duhok, 2007 (édition du Kitāb al-Tarǧumān)
- La théologie d'Élie Bar Šenaya : Étude et traduction de ses Entretiens, traduction française des Entretiens I et II par Emmanuel-Karim Delly, Studia Urbaniana 1/1957, p. 65-88.
- Risāla fī wahdāniyyat al-hāliq wa-tatlīt aqānīmi-hi (Traité sur l'unicité du Créateur et la trinité de ses personnes) et Maqāla fī na'īm al-āhira (Dissertation sur la béatitude de l'Au-delà) , éd. Louis Cheikho, Vingt traités, Beyrouth, 1920, p. 124-129 et 129-132.
- Risāla fī wahdā al-hālam wa-wataldāniyyat al-hāliq wa-tatlīt aqānīm (Traité sur la création du monde, l'unicité du Créateur et ses trois personnes), éd. Paul Sbath, Vingt traités philosophiques et apologétiques d'auteurs arabes chrétiens du IXe au XIVe siècle, Le Caire, 1929, p. 75-103.
- Kitāb daf' al-hamm (Livre de la dissipation de l'inquiétude), éd. Samir Khalil Samir, dans La letteratura arabo-cristiana e le scienze nel periodo abbaside (750-1250), Turin, 2009, p. 285-298.
- Risāla fī fadīlat al-'afāf (Traité sur la continence), éd. Georges Rahma, al-Mašriq 62/1968, p. 3-74.
- Al-hikam al-nāfi'a li-l-nafs wa-l-badan (Maximes utiles à l'âme et au corps), texte arabe et traductions française et italienne par Paul Sbath, Le Caire, 1936.

## Études
- Yousif, Ephrem-Isa, Les chroniqueurs syriaques, L'Harmattan, 2002.
- Samir Khalil Samir, Foi et culture en Irak au XIe siècle : Élie de Nisibe et l'Islam, Variorum Collected Studies Series 544, Hampshire, 1996.
- Samir Khalil Samir, « Date de la mort d'Élie de Nisibe », dans Oriens Christianus, 72 (1988), p. 124-132.

## Liens
- Notice dans un dictionnaire ou une encyclopédie généraliste :   - Deutsche Biographie
- Notices d'autorité :   - VIAF
  - ISNI
  - BnF (données)
  - IdRef
  - LCCN
  - GND
  - Italie
  - Espagne
  - Pays-Bas
  - Pologne
  - Israël
  - Catalogne
  - Vatican
  - Australie
  - WorldCat